# Arbanitis longipes
Arbanitis longipes là một loài nhện trong họ Idiopidae.
Loài này thuộc chi Arbanitis. Arbanitis longipes được Ludwig Carl Christian Koch miêu tả năm 1873.